# Биаджо Антоначи
Биаджо Антоначи (на италиански: Biagio Antonacci; * 9 ноември 1963 в Милано, Италия) е италиански певец, автор на песни и китарист.

## Биография

### Начални години
С баща от Пулия – от Руво ди Пуля (Паоло Антоначи, починал през 2014 г.) и майка от Милано, Антоначи израства в северноиталианския град Роцано. Като доста млад започва да свири на барабани в провинциални групи въпреки ангажимента с това да вземе гимназиална диплома за геодезист. След гимназията се записва при карабинерите и е школник в Казарма „Черная“ в град Торино. В края на курса полага военна служба в град Гарласко. След като научава, че певецът и автор на песни Рон живее в града, Антоначи решава да се срещне с него. Рон му прави прослушване и, убеден в способностите на певеца, го запознава с фронтмена на група Стадио Гаетано Курери. Антоначи прави своя дебют на един от неговите концерти.
През 1988 г. Антоначи участва в Категория „Нови предложения“ на 38-ия Фестивал на италианската песен в Санремо с песента „Искам да живея в един миг“ (Voglio vivere in un attimo), без да достигне на финала. Той обаче получава първия си договор за звукозапис и през 1989 г. излиза първият му албум „Това са неща, които се случват“ (Sono cose che capitano).
Вторият му албум е „Полека Биаджо“ (Adagio Biagio) и излиза през 1990 г. Албумът, чието заглавие е вдъхновено от иронична песен от 1920-те години, е популяризиран от песните „Танцувай върху моето сърце“ (Danza sul mio cuore) и „Обаче те обичам“ (Però ti amo).

### Успех
Въпреки интереса, предизвикан от първите му два албума, Антоначи не успява да пробие и е наясно, че ако и третият му албум да не отговори на очакванията на звукозаписните компании към него, кариерата му ще бъде застрашена. През тези първи години дейността му като автор е доста интензивна и тя не спира и през следващите години. Освен с Курери той си сътрудничи и с други изпълнители като група Стадио (пише текста на песента им Per lei от 1989 г.), Сирия, Анджела Баралди, Флавия Фортунато и Аннализа Минети.
През 1992 г., след като пише песни за Рафаела Карà (Parole maldette), Миета (Brivido di vita, Lasciamoci respirare) и Миа Мартини ((Il fiume dei profumi), той предлага сингъл и свързания с него албум „Освободете ме“ (Liberatemi), с която песен участва във Фестивалбар и най-накрая постига успех. Албумът, продуциран от Мауро Малавази, продава 150 хил. копия и потвърждава значението на Биаджо Антоначи на италианската музикална сцена.
Въпреки ангажиментите той успява да посвети време на друга своя страст – футбола и става титуляр на Италианския национален отбор на певците.
Той се среща с дон Пиерино Джелмини и сътрудничи на неговия проект за реабилитация на маргинализирани млади хора с различни инициативи.
През 1993 г. участва за втори път във Фестивала в Санремо с „Не знам повече на кого да вярвам“ (Non so più a chi credere), класирайки се на осмо място в Категория „Шампиони“. През същата година обикаля цяла Италия и получава отличен отзвук от публиката. Той публикува компилация със същото заглавие, в която се появява за първи път на CD сингълът „Ако те видеше мама“ (Se ti vedesse mamma), издаден през 1990 г. През същата година Мина записва песента „Хиляди причини“ (Mille motivi), написана за нея от Антоначи.
През 1996 г. певецът участва във Фестивала в Ломбардия, ръководен от Луиджи и Кармело Пистило.

### Утвърждаване
През 1994 г. излиза четвъртият албум на певеца със заглавие „Биаджо Антоначи“ (Biagio Antonacci), с който той се утвърждава като успешен изпълнител. Сингли от него са „Никога не е било веднага“ (Non è mai stato subito), последван веднага от баладата „Ако аз, ако тя“ (Se io, se lei). Дискът е пълен с потенциални сингли и през лятото на 1995 г. е издаден още един сингъл – „Ще работя“ (Lavorerò) с лек реге аранжимент. Във варианта album edit се появява неговата партньорка Мариана, която рапира в една от строфите. Албумът се продава в над 300 хил. копия.
В следващия си албум „Купчината“ (Il mucchio), излязъл през 1996 г., Антоначи се появява не само като автор и изпълнител, но и като продуцент. Сред 13-те песни са и Happy family, написана заедно с Лука Карбони, и „Ако е вярно, че те има“ (Se è vero che ci se), в която участва Мел Гейнор – барабанист на Симпъл Майндс. Последната песен има версии на френски и на английски език в дует с певеца и модел Виктор Лазло.
Шестият му албум „Караш ме да се чувствам добре“ (Mi fai stare bene) е изцяло продуциран от певеца и песните „Колко време“ (Quanto tempo), „Още“ (Ancora) и „Ирис (сред твоите стихотворения)“ (Iris (tra le tue poesie)) имат огромен успех. Албумът се продава в над 800 000 копия и остава в класациите две години. Последвалото турне получава същия ентусиазиран отзвук и през 1995 г. на Фестивалбар Антоначи печели Наградата за турне.
Между турнето и ангажиментите с Италианския национален отбор на певците през 2000 г. той продуцира Come una goccia d'acqua – албум на певицата Сирия, в който има три негови песни, включително и тази, която тя пее на Фестивала в Санремо същата година: „Фантастичнолюбов“ (Fantasticamenteamore). През 2000 г. излизат и компилацията „Сред моите песни“ (Tra le mie canzoni) с най-големите хитове на Антоначи, както и DVD-то Live in Palermo, записан на концерта му на 10 юли 1999 г. Антоначи утвърждава таланта си като автор, като пише за Лаура Паузини песента „Между теб и морето“ (Tra te e il mare), която получава признание на критиката и на слушателите в Италия и в чужбина.
През 2001 г. излизат песента „Просто исках да ти кажа, че“ (Volevo solo dirti che) и албумът 9/NOV/2001, който говори за мечти, настроения, любов, чувства и всичко, което днес е изоставено, маргинализирано, забравено. Албумът е продаден в над 400 хил. копия и е удостоен с Награда „Лунеция“ за своята музикално-литературна стойност.
През 2003 г. за испанския и южноамериканския пазар излиза албумът Cuanto tiempo... y ahora, съдържащ 13 парчета.
През април същата година певецът получава карта на футболния отбор „Кавезе 1919“, за да играе официален мач – този срещу „Витория“ на 11 май.
През юни 2003 г. гостува на концерта на Клаудио Балиони във Флоренция.

### АлбумConvivendo
Сътрудничеството с Лаура Паузини продължава и Антоначи пише песента ѝ „Изживей ме“ (Vivimi) от албума ѝ Resta in ascolto.
През 2004 г. стартира проектът „Съжителствайки“ (Convivendo) с издаването на първата му част, последвана през 2005 г. от втората. Това е нещо ново за италианския музикален пазар, който вижда издаването на два мини албума по различно време вместо обичайния двоен диск.
Convivendo – Parte I излиза на 19 март 2004 г. и продава над 500 хил. копия. Албумът е в класациите в продължение на 88 последователни седмици, определяйки успеха на песни като „Правим си компания“ (Non ci facciamo compagnia), едноименната Convivendo и „Баща ми е цар“ (Mio padre è un re). На Фестивалбар 2004 г. певецът печели наградата за албум за Convivendo – Parte I. През февруари 2005 г. излиза Convivendo – Parte II, а синглите от него са „Знай, любов моя“ (Sappi amore mio), „Луд по нея“ (Pazzo di lei) и „Представи си“ (Immagina).
През 2005 г. певецът и автор на песни Симоне Кристики пише, пее и посвещава песен на Биаджо Антоначи: „Бих искал да пея като Биаджо“ (Vorrei cantare come Biagio), която става летен хит в Италия.
На 2 юли в Циркус Максимус в Рим се провежда един от концертите от Live 8 (серия от 11 безплатни концерта на 2 юли 2005 г. в страните от Г8), в който Антоначи участва и пее Immagina, Liberatemi, Se io se lei e Non ci facciamo compagnia.
На 31 август 2005 г. на Световните музикални награди певецът печели наградата за „Най-продаван италиански мъж изпълнител“ (мъж изпълнител с най-много продадени записи в Италия).
В средата на септември той участва в O'Scià – вече обичайният джем сешън на Клаудио Балиони на остров Лампедуза.
На 4 ноември 2005 г. излиза DVD-то ConVivo, записано по време на концерта в Медиоланум Форум. На 9 януари 2006 г. FIMI издава официалната годишна класация и Convivendo – Parte II е най-продаваният албум в Италия през 2005 г.
На 23 юни 2006 г. излиза Nessuno è solo – третият албум на Тициано Феро, който съдържа дует с Антоначи в песента „Жените целуват“ (Baciano le donne). В изданието на Наградите „Телегато“ за 2006 г. Антоначи е единственият музикален изпълнител, номиниран и в трите секции на категорията „Музика“: Най-добър диск, Най-добър певец и Най-добро турне.

### АлбумиVicky LoveиIl cielo ha una porta sola
От март 2007 г., две години след албума Convivendo, излиза албумът му Vicky Love. Трите сингъла от него са „Остави“ (Lascia stare), „Сънувай ме“ (Sognami) и „Невъзможното“ (L'impossibile).
На 30 юни 2007 г. той се изявява на стадион „Джузепе Меаца“ в Милано пред 60 000 фенове за своя мегаконцерт, предшестващ турнето му през ноември. На 7 септември същата година Антоначи печели Наградата за албум за Vicky Love на Фестивалбар 2007.
На 15 септември участва на годишния Ден на Ем Ти Ви в Милано на Пиаца дел Дуомо, изпълнявайки песните Sognami, L'impossibile, Lascia stare, Liberatemi и Convivendo.
От 9 ноември 2007 г. до 19 април 2008 г. е на турне, стартирало в Тревильо и закрито в Спортната палата в Рим.
На 10 октомври 2008 г. по италианските радиа излиза сингълът „Небето има само една врата“ (Il cielo ha una porta sola), който предшества издаването на едноименния му албум, излязъл на 31 октомври за лейбъла Сони Би Ем Джи. Той съдържа две неиздавани песни, написани за саундтрака на филма Ex на Фаусто Брици, и всичките най-големи хитове на Антоначи, избрани от феновете му чрез официалния му уебсайт, както и непубликувани версии на песните му „Между теб и морето“ (Tra te e il mare) и „Изживей ме“ (Vivimi), вече записани от Лаура Паузини. Първата песен получава разрешение да използва рифа на Start Me Up – хит на Ролинг Стоунс от 1981 г., като получава подзаглавието Rolling Version.

### Албум Inaspettata
Единадесетият му албум, озаглавен „Неочаквана“ (Inaspettata), излиза на 13 април 2010 г. и е прешестван на 19 март от сингъла „Ако беше завинаги“ (Se fosse per sempre). На интервю, в което го питат защо е избрал песента „Неочаквана“ като заглавие на албума, Антоначи казва: „Избирам тази песен, за да придам същност на диска, наистина харесвам „Неочаквана“, както в миналото съм обичал други мои заглавия, които при всички случаи се разпознаваха сред много неща.“ От албума са извлечени и синглите „Неочаквана“ (Inaspettata) с Леона Луис, „Помоли ме за извинение“ (Chiedimi scusa), „Добър ден, добра душо“ (Buon giorno bell'anima) и „Ще се подчиня“ (Ubbidirò) с Клуб Дого.
Също през 2010 г. Антоначи пиеш за Лоредана Ероре – участничка в шоуто за таланти „Приятели на Мария Де Филипи“ (Amici di Maria De Filippi) неиздаваната „Момиче с очи като небето“ (Ragazza occhi cielo). Този сингъл бележи дебюта на Ероре с едноименното ѝ EP, което се радва на добър успех и което съдържа и друга неиздавана песен – дело на Антоначи: „Аз го видях първа“ (L'ho visto prima io), както и кавъра на песента му „Днес да е мой ред“ (Oggi tocchi a me). През 2011 г., отново за Ероре, Антоначи пише и продуцира нейния дебютен албум „Грешката“ (L'Errore), като пише всички парчета от албума.
През същата година Антоначи изнася три поредни вечери на Арена ди Верона и е награден на Музикалните награди „Уинд“ с мултиплатинен диск за 120-те хил. продадени копия на албума му Inasppettata.
През лятото той пее на площад Сан Марко във Венеция, както и в Рим на Колизея. Изявата му в Рим е благотворителна с цел да се даде възможност на студентите от страни във военен конфликт да прекарат време в Италия и да допринесат за възстановяването на Колизеума.
На 25 октомври 2011 г. излиза CD/DVD версията на концерта му в Колизея и са обявени датите на турнето му, което започва през май 2012 г. и има спирки в големите италиански градове. Едновременно с издаването на Colosseo Антоначи обявява, че работи по следващия си албум, който излиза в началото на 2012 година. Албумът Colosseo е сертифициран като златен за над 30 хил. продадени копия.

### АлбумSapessi dire no
През януари 2012 г. на официалната му уеб страница, в официалния му Фейсбук профил и на страницата му в Ютюб е публикуван документалният филм в 4 епизода за концертите на Арена ди Верона през май 2011 г. Между февруари и март с видео официално е обявен неговият 12-и студиен албум, който трябва да излезе през април. Чрез Фейсбук и Туитър Антоначи обявява, че сингълът, който е в радио ротация от 9 март, е озаглавен „Посвещавам ти всичко“ (Ti dedicico tutto).
На 21 март Антоначи разкрива, че дискът ще се казва „Де да знаех да кажа не“ (Sapessi dire no) и показва обложата му – дело на Мило Манара. Шест дена по-късно той гостува в телевизионната програма Panariello non esiste за премиерата на сингъла „Посвещавам ти всичко“ (Ti dedicico tutto). По този повод той пее в дует с Лаура Паузини песента Vivimi.
Между 27 март и 10 април певецът пуска три песни от Sapessi dire no по iTunes: на 27 март „Безкрайна чест“ (Con infinito onore), на 3 април „Тук“ (Qui) и на 10 април „Да те забравя е малко“ (Dimenticarti è poco). Албумът излиза на 17 април и ден преди това певецът го представя в кината от веригата The Space Cinema в Милано, които са във връзка с останалите 35 зали на веригата в цяла Италия. По този повод Антоначи заявява, че целият албум е посветен на покойния му колега Лучо Дала.
На 25 май вторият сингъл „Вече не живея без теб“ (Non vivo più senza te) започва да се върти по радиото и става истински летен хит. На 14 септември в Италия, на 26 септември в Сан Марино и на 29 септември във Ватикана по радиото излиза третият сингъл „Да завършим заедно“ (Insieme finire). Четвъртият и петият сингъл са „Събитието“ (L'evento) и „Да те забравя е малко“ (Dimenticarti è poco).
На 20 ноември излиза специалното издание на албума с обложка, която подчертава още повече рисунката на Маестро Мило Манара. В допълнение към 14-те песни на оригиналното издание преизданието съдържа непубликуваната „Един ден (всичко придобива смисъл)“ (One Day (Tutto prende un senso)), написана и изпълнена с Пино Даниеле, и „Нужно е време“ (Ci vuole tempo), композирана и записана от изпълнителя по време на етапите на турнето му в Рим, Еболи и Бари. Към тези песни се добавя новата версия на Dormi nel cuore (Sleep on My Heart) в дует с Ребека Фъргюсън и „Самите“ (I soli) в памет на Джорджо Габер.
В края на декември албумът Sapessi dire di no получава двойно платинен сертификат от FIMI за повече от 120 хил. продадени копия. Това е и италианският албум, който се отличава по броя на седмиците, прекарани на върха на класациите през 2012 г.

### АлбумиL'amore comportaиBiagio
На 28 февруари 2014 г. в радио ротация е пусната песента „Мисля рядко за теб“ (Ti penso raramente). Сингълът предшества новия албум с неиздавани песни на Антоначи „Любовта поражда“ (L'amore comporta), чиято премиера е по платформата за дигитална музика Cubomusica на Телеком Италия от 4 април до 7 април, и официално излиза на 8 април. Продуциран между Милано и Лос Анджелис с Микеле Канова Йорфида и съставен от 13 песни, дискът е представен от самия Антоначи с директна среща на 7 април в Ютюб и Google+. Ден преди това той разкрива на страницата си във Фейсбук текста на едно от парчетата – „Мъка и сила“ (Dolore e forza).
За да отпразнува новата му творба, са обявени и две нови събития на живо, наречени Palco Antonacci. Първото е насрочено в Арена дела Витория в Бари на 24 май с гости Алесандра Аморозо и Джулиано Санджорджи, а второто е на 31 май на стадион „Джузепе Меаца“ в Милано и негови гости са Ерос Рамацоти и Лаура Паузини.
На 11 февруари 2015 г. певецът гостува по време на втората вечер на Фестивала в Санремо 2015 г., изпълнявайки медли от песните си Se io, se lei, Pazzo di lei и Sognami. В края на изпълнението той отдава почит на Пино Даниеле, който заедно с него пее песента „Кога“ (Quando) в акустичния аранжимент на Масимо Варини. Тази песен води до пика на публиката на втората вечер с над 13 милиона зрители.
На 11 април 2015 г. Антоначи е жури в първия епизод на вечерта на шоуто за таланти Amici di Maria De Filipi.
На 27 ноември 2015 г. излица десетата му компилация Biagio, предшествана в края на октомври от неиздавания сингъл „С [с мен] си“ (Ci stai). На 19 февруари 2016 г. вторият сингъл „Късо съединение“ (Cortocircuito) влиза в радио ротация и той е избран от феновете на певева чрез гласуване във Фейсбук. Свързаният с него видеоклип е представен на 26 февруари.
Същата година певецът си сътрудничи с Дзукеро Форначари в записа на припевите на песента „Искам да се оженя за теб“ (Ti voglio sposare), взета от албума на Дзукеро Black Cat.

### АлбумDediche e manie
На 18 април 2017 г. Биаджо Антоначи разкрива чрез Фейсбук намерението си да издаде 14-ия си студиен албум на 10 ноември същата година. На 26 септември е обявен първият сингъл от него: „Сред света“ (In mezzo al mondo), издаден три дни по-късно.
Албумът, озаглавен „Посвещения и мании“ (Dediche e manie) дебютира на второ място в Kласацията на албумите на FIMI и е удостоен със златен диск за продажби от FIMI.
Вторият сингъл „Късмет е, че те има“ (Fortuna che ci sei) излиза на 5 януари 2018 г. , а третият сингъл „Моят брат“ (Mio fratello) – на 6 април 2018 г.
На 3 декември 2018 г. е обявено Laura Biagio Stadi Tour 2019 – лятното турне на Антоначи с Лаура Паузини на десет италиански стадиона от юни до август 2019 г.

### АлбумChiaramente visibili dallo spazio
На 29 ноември 2019 г. Антоначи издава 15-ия си албум „Ясно видими от Космоса“ (Chiaramente visibili dallo spazio), предшестван няколко дена по-рано от сингъла „Зле се разбрахме“ (Ci siamo capiti male). Както обяснява самият изпълнител, записът изглежда по-близък до акустичната музика и писането на песни е резултат и от работата в екип, извършена с продуцентите Такето Гоара и Плачидо Саламоне. Текстовете, от друга страна, отразяват това да бъдеш видим за другите. По този повод певецът казва:
| „ | Ние сме в свят, в който контролът върху живота ни е все по-инвазивен. Навсякъде има камери, те шпионират ежедневието ни. И колкото повече персоналност имате, толкова по-голям е рискът да бъдете контролирани. Но не е нужно да се крием. Образът, който даваме за себе си, винаги ще бъде основен, все повече и повече. Трябва да приемем предизвикателството, като запазим бдителността си и добавим към тази видимост похвални действия и достоен начин на поведение. | “ |

За промоцията на албума Антоначи през 2020 г. пуска синглите „Ще зная да те чакам“ (Ti saprò aspettare), „За да те направя щастлива“ (Per farti felice) и „Любовта придвижва“ (L'amore muove). Между 28 септември и 24 октомври 2021 г. той представя албума на живо в Театър „Каркано“ в Милано в поредица от двадесет дати.
Турнето, първоначално планирано с поредица от концерти в Театър „Каркано“ в Милано, започващи от 29 септември 2020 г., се отлага за септември 2021 г. и впоследствие за ноември 2022 г. поради пандемията от COVID-19. Турнето се нарича Palco Centrale (със сцената в центъра на сцената и зрителите наоколо), а датите в Милано сменят мястото, превръщайки се в два концерта на Медиоланум Форум в Асаго с добавянето на други градове. След това турнето продължава и през пролетта и лятото на 2023 г.
На 27 май 2022 г. излиза сингълът Seria („Сериозна“), в чието видео Федерика Пелегрини се появява като действащо лице, докато на 2 септември излиза Telenovela.
През 2023 г. е автор на песента Più che un'idea, съдържащ се в новия албум с неиздавани песни на Лаура Паузини Anime parallele, издаден на 27 октомври 2023 г.

## Личен живот
От 1993 до 2002 г. Антоначи има сантиментална връзка с Мариана Моранди – дъщеря на Джани Моранди, от която има двама сина: Паоло и Джовани.

## Дискография

### Студийни албуми
- 1989 – Sono cose che capitano
- 1991 – Adagio Biagio
- 1992 – Liberatemi
- 1994 – Biagio Antonacci
- 1996 – Il mucchio
- 1998 – Mi fai stare bene
- 2001 – 9/NOV/2001
- 2004 – Convivendo Parte I
- 2005 – Convivendo Parte II
- 2007 – Vicky Love
- 2010 – Inaspettata
- 2012 – Sapessi dire no
- 2014 – L'amore comporta
- 2017 – Dediche e manie
- 2019 – Chiaramente visibili dallo spazio

### Концертни албуми
- 2011 – Colosseo
- 2014 – Palco Antonacci San Siro 2014 – L'amore comporta

### Компилации
- 1993 – Non so più a chi credere
- 1998 – Biagio 1988 – 1998
- 2000 – Tra le mie canzoni
- 2008 – Best of Biagio Antonacci 1989 2000
- 2008 – Best of Biagio Antonacci 2001 2007
- 2008 – Il cielo ha una porta sola
- 2010 – Canzoni d'amore
- 2013 – Questo sono io
- 2014 – The Platinum Collection
- 2015 – Biagio

## Видеография
- 1993 – Liberatemi Live (Tour 1993)
- 2000 – Live in Palermo (концерт от 10 юли 1999)
- 2005 – ConVivo (концерт от април 2005 г. на Медиоланум Форум в Асаго)
- 2007 – San Siro 07 (концерт от 2007 г. на Стадион „Джузепе Меаца“ в Милано)
- 2009 – Anima intima anima rock (концерт в Театър „Бончи“ в Чезена и на Медиоланум Форум в Асаго)
- 2011 – Colosseo (концерт в Колизея в Рим за ЮНЕСКО)

## Турнета
- 2012/13 – Sapessi dire no Tour
- 2014 – Palco Antonacci 2014
- 2014/15 – L'amore comporta Tour 2014 – 2015
- 2016 – Biagio Live Tour 2016
- 2017/18 – Dediche e manie tour 2017-2018
- 2019 – Laura Biagio stadi tour 2019 (с Лаура Паузини)
- 2022/23 – Biagio Antonacci tour 2022-2023

## Автор
- 1989 – Стадио – Per lei
- 1990 – Анджела Баралди – Confusa
- 1990 – Рафаела Карà – Parole maldette
- 1990 – Милва – Sono felice (съавтор с Рон)
- 1990 – Рон – Annessi e connessi (съавтор с Рон)
- 1990 – Рон – È solo una bugia (съавтор с Рон)
- 1991 – Флавия Фортунато – Se l'amore fosse
- 1991 – Миета – Brivido di vita
- 1992 – Миета – Lasciamoci respirare
- 1992 – Миа Мартини – Il fiume dei profumi
- 1993 – Мина – Mille motivi
- 1994 – Паоло Валези – In viaggio
- 1999 – Аннализа Минети – Si incomincia dalla sera
- 2000 – Лаура Паузини – Tra te e il mare
- 2000 – Сирия – Se t'amo o no
- 2001 – Сирия – Fantasticamenteamore
- 2004 – Лаура Паузини – Vivimi
- 2010 – Лоредана Ероре – Ragazza occhi cielo
- 2010 – Лоредана Ероре – L'ho visto prima io
- 2011 – Лоредана Ероре – Il muro
- 2011 – Лоредана Ероре – Cattiva
- 2011 – Лоредана Ероре – Che bel sogno che ho fatto
- 2011 – Лоредана Ероре – Madre che non ci sei
- 2011 – Лоредана Ероре – Fotto la poesia
- 2011 – Лоредана Ероре – La mia piccola casa
- 2011 – Лоредана Ероре – Kongo
- 2011 – Лоредана Ероре – Voglio solo te
- 2011 – Лоредана Ероре – Sincera
- 2011 – Лоредана Ероре – Poi te ne parlerò
- 2013 – Алесандра Аморозо – Non devi perdermi
- 2015 – Лаура Паузини – Lato destro del cuore
- 2015 – Лаура Паузини – Tornerò (con calma si vedrà)
- 2015 – Лаура Паузини – È a lei che devo l'amore
- 2023 – Лаура Паузини – Più he un'idea

## Кавъри
- Марчела Бела: Se io, se lei (2005)
- Лора Паузини: In una stanza quasi rosa, En un cuarto corti rosa (2006)
- Орнела Ванони: Quanto tempo e ancora (2009)
- Лоредана Ероре: Oggi tocca a me (2010)
- Томай Аперджи: Gine Girismos – Non vivo più senza te (2013)
- Хелена Вондрачкова: Nemůžu bez tebe žít - Non vivo più senza te(2013)
- Андреа Деси: Non vivo più senza te – Джаз версия (2018)

## Друго
- 2005 – Il mio cuore è un gran pallone (Дзекино д'Оро)
- 2008 – Se ami devi amare forte (книга)